# Paul T. Calvert

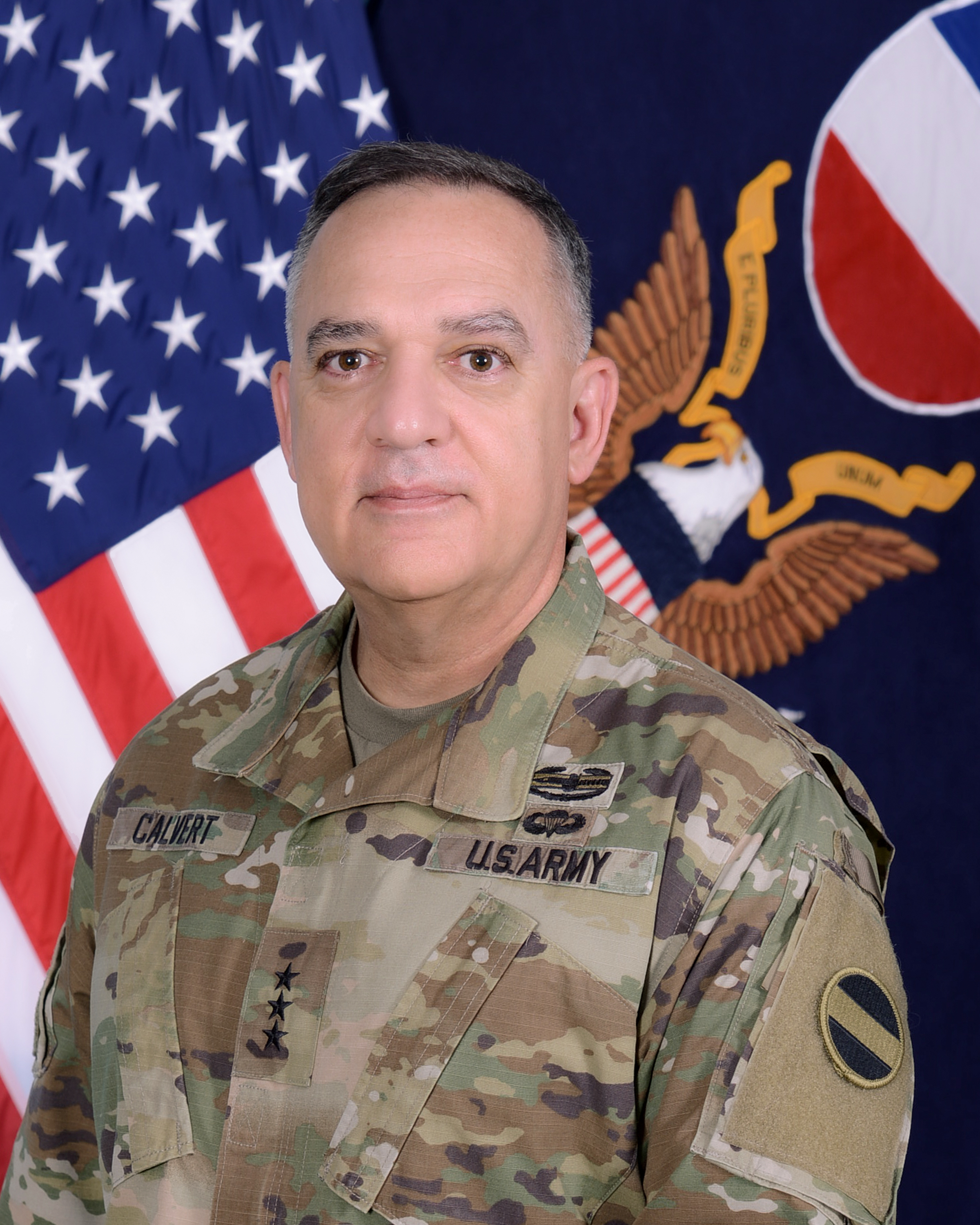
Paul T. Calvert

Paul T. Calvert (* um 1967) ist ein pensionierter Generalleutnant der United States Army. Er war unter anderem Kommandeur der 1. Kavalleriedivision und der Combined Joint Task Force – Operation Inherent Resolve.
Über das ROTC-Programm der University of North Georgia gelangte er im Dezember 1987 in das Offizierskorps des US-Heeres. Dort wurde er als Leutnant den Panzertruppen zugeteilt. In der Armee durchlief er anschließend alle Offiziersränge vom Leutnant bis zum Drei-Sterne-General.
In seinen jüngeren Jahren absolvierte er den für Offiziere in den niederen Rangstufen üblichen Dienst in unterschiedlichen Einheiten und Standorten. Dazu gehörten auch Aufgaben als Stabsoffizier in verschiedenen Hauptquartieren. Im Lauf seiner Karriere kommandierte er militärische Einheiten auf fast allen Ebenen. In den Jahren 1988 bis 1991 war er in Amberg in Deutschland Offizier bei der 3. Schwadron des 2. Panzerregiments. Dabei wurde er mit seiner Einheit zwischenzeitlich auch im Zweiten Golfkrieg eingesetzt, wo er im Irak stationiert war.
Zwischen 1992 und 1996 bekleidete Calvert verschiedene Aufgaben als Stabsoffizier beim 3. Panzerregiment in Fort Bliss in Texas. Anschließend wurde er zum Stab der Personalverwaltung für Unteroffiziere und Mannschaftsdienstgrade der Armee in Alexandria in Virginia versetzt. Dort leitete er in den Jahren 1996 bis 1999 die Abteilung für die Panzereinheiten (Armor Branch Chief, Enlisted Personnel Management Directorate, United States Personnel Command in Alexandria, Virginia).
In den Jahren 2000 bis 2002 war Paul Calvert Ausbildungsoffizier beim 11. Panzerregiment in Fort Irwin in Kalifornien. Danach gehörte er bis zum Jahr 2004 dem Stab des 3. Panzerregiments an. Mit dieser Einheit war er auch im Irakkrieg eingesetzt. Danach wurde er zur Peterson Space Force Base in Colorado versetzt, wo er bis zum Jahr 2006 dem Stab des United States Northern Commands angehörte. Danach kommandierte er bis 2009 eine Schwadron des 3. Kavallerieregiments (Panzer) das in Fort Hood, dem heutigen Fort Cavazos, stationiert war, aber zwischenzeitlich in den Irak verlegt wurde.
Daran schloss sich eine Versetzung zum Fort Riley in Kansas an, wo er das Kommando über die 2. Panzerbrigade der 1. Infanteriedivision übernahm, das er zwischen 2010 und 2012 innehatte. Zwischenzeitlich wurde er auch in dieser Funktion in den Irak versetzt. Es folgte eine Versetzung zum National Training Center in Fort Irwin, wo Calvert von 2012 bis 2014 dessen Stabsabteilung für Operationen (Operations Group) leitete.
Im August 2014 wurde er zum Stab der Joint Chiefs of Staff in Washington, D.C. versetzt. Dort war er bis zum Oktober 2015 Stabsoffizier in deren Abteilung J3 für Operationen. In diese Zeit fiel im Juni 2015 seine Beförderung zum Brigadegeneral, mit der er die Generalsränge erreichte. Als Nächstes wurde er zur 1. Kavalleriedivision in Fort Hood (Fort Cavazos) versetzt, wo er bis zum August 2017 die Stabsabteilung G3 für Operationen leitete. Dabei war er auch in Afghanistan eingesetzt. Im Oktober 2017 erhielt er als Nachfolger von John C. Thomson III das Kommando über die 1. Kavalleriedivision. Dieses Kommando hatte er bis zum September 2019 inne. In diese Zeit fiel am 2. März 2018 seine Beförderung zum Generalmajor. Nachdem er sein Kommando als Divisionskommandeur an Jeffery Broadwater übergeben hatte, wurde er zum Stab des Heeresministeriums in Washington, D.C. versetzt. Dort gehörte er zwischen Oktober 2019 und Juli 2020 dessen kombinierter Stabsabteilung G3/5/7 an.
Im September 2020 wurde er zum Generalleutnant befördert. Gleichzeitig erhielt er im Irak das Kommando über die Combined Joint Task Force – Operation Inherent Resolve. Diese Position bekleidete er bis zum September 2021. Anschließend wurde er nach Fort Bragg in North Carolina versetzt, wo er stellvertretender Kommandeur des United States Army Forces Commands wurde. Dieses Amt hatte er bis zum April 2024 inne. Anschließend schied er aus dem aktiven Militärdienst aus.

## Orden und Auszeichnungen
Paul Calvert wurden im Lauf seiner militärischen Laufbahn unter anderem der Orden Legion of Merit und die Bronze Star Medal verliehen.